# Région historique
Le syntagme région historique peut désigner :
- une zone géographique délimitée par l'étendue d'une culture archéologique, d'une civilisation historique ou d'un peuplement présentant des traits culturels spécifiques tels que la langue, la cuisine, la musique ou l'architecture traditionnelle. Les habitants de cette région, autochtones ou non, peuvent constituer un peuple, une société ou une nation identifiable au cours d'une période historique donnée. Les limites d'une telle région peuvent être déterminées par les contraintes de la géographie physique (mers, fleuves, montagnes…) ou par des aires historiques de diffusion culturelle (cas, par exemple, des aires linguistiques tel le pays basque)[1],[2];
- une province historique dont la plupart n'ont aujourd'hui pas ou plus d'existence administrative et sont soit regroupées au sein d'un même État moderne, soit partagées entre plusieurs pays actuels. Généralement, le concept de « région historique » s'applique à des zones définies par des traits communs, mais ne disposant aujourd'hui ni d'un État indépendant ni d'une structure territoriale propre[3].

Les contours des régions historiques sont sans rapport avec les frontières politiques et l'organisation territoriale moderne : la concordance est d'autant plus rare que les délimitations passées sont plus anciennes. C'étaient à l'origine de petites entités monarchiques du Moyen Âge (comtés, marches, duchés, principautés et royaumes) qui avaient succédé aux provinciæ de l'époque romaine, elles-mêmes ayant succédé aux pagi des anciennes tribus de l'Antiquité. Les frontières XXIe siècle concordent bien plus souvent avec des délimitations du XIXe siècle et du XXe siècle, qu'avec celles du Moyen Âge, et très rarement avec des délimitations antiques,,,,.

## Définition
Les régions historiques, ou pays historiques permettent d'étudier et d'analyser l'évolution démographique, économique, sociale et culturelle de leurs populations durant des périodes spécifiques, avant la mise en place des organisations économiques, sociales ou politiques contemporaines :

« Le principe fondamental de ce point de vue est que d'anciennes structures politiques et mentales existent et exercent sur l'identité spatiale et sociale des individus une influence plus grande que celle du monde contemporain, déterminé et souvent aveuglé par sa propre vision du monde (centré, par exemple, sur l'État-nation) »

.
Le terme de région historique est un concept de géographie historique qui a commencé à être utilisé et appliqué aux études d'ethnographie, d'histoire, d'archéologie et d'anthropologie culturelle au début du XXe siècle :

« Ce n'est pas une abstraction de l'historien […] ; c'est en elle-même une réalité concrète et indépendante de la volonté du chercheur. »

« [C'est une] entité historique et culturelle installée dans une région géographique particulière. »

## Niveau d'application
Les dimensions des régions historiques varient beaucoup avec des macro-régions d'échelle continentale comme l'Europe, les territoires traditionnels de peuples, de nations ou de Pays, ou encore de plus petites microrégions de niveau local tels que des villes. Une proximité géographique est la condition souvent nécessaire à l'émergence d'une identité régionale. Une région historique est une zone délimitée dans laquelle les populations partagent généralement un patrimoine et des événements historiques communs, et ont souvent des caractéristiques ethniques ou linguistiques propres. Les limites de ces régions peuvent coïncider ou pas avec des régions géographiques ou bien avec des entités politiques encore existantes ou déjà éteintes, tels que des États modernes ou des empires.
Souvent, quelles que soient les structures en vigueur et les changements politiques et économiques dans les limites de la zone en question, il existe une conscience commune des habitants ou de leur diaspora d'appartenir à la même région historique ou d'en être issus, par exemple dans les cas de l'Israël antique, du haut-plateau arménien, de la Moldavie médiévale, de la Bretagne historique, du Pays basque ou de la vallée sacrée des Incas. Ce sentiment peut être une source d'identité ou non, selon les cas. En Europe, les identités régionales peuvent être issues de la période de migrations, mais pour la perspective contemporaine, elles sont liées à la période de transformation territoriale de 1918-1920, puis à une autre dans la période de l'après-guerre froide.
Certains noms de région historiques sont récemment inventés, comme le « Moyen-Orient », en 1902 par le stratège militaire Alfred Thayer Mahan, qui se référait à la région du golfe Persique. D'autres remontent à telle ou telle période du passé, comme la « Bourgogne » qui remonte aux Burgondes. D'autres encore ont pu être pris dans l'Antiquité pour être réactualisés, comme « Israël » ou la « Macédoine du Nord ». C'est aussi le cas de certains États du Moyen Âge, comme le « Ghana » (le pays moderne ne se trouve d'ailleurs pas là où s'étendait l'Empire du passé). Ces « greffes de noms historiques » ne prennent pas toujours : ainsi, la tentative du gouvernement français de remettre en usage le nom de l'ancienne région « Septimanie » pour nommer la région française moderne du Languedoc-Roussillon a échoué.
Dans certains cas, les régions historiques sont calquées sur d'anciens États ou sur d'autres structures politiques anciennes (duchés, comtés, marches…).
Certaines régions ont une importance particulière lors de l'étude de régions géographiques lors de certaines périodes historiques : la « Mésopotamie », par exemple, est très importante dans les domaines de l'histoire ancienne et de l'archéologie, alors que d'autres régions historiques sont presque oubliées (sauf de quelques spécialistes), comme « Moché » en Amérique du Sud ou  « Lounda » en Afrique australe, tandis que l'existence même de certaines est mise en doute, comme dans le cas du « Kitara » également en Afrique.
Ces doutes font partie du débat scientifique : en effet le concept de région historique peut être plus ou moins pertinent selon les circonstances et les pays. Certains historiens incluent les empires ou royaumes disparus dans le groupe des « régions historiques », en donnant un sens plus large à la définition. Mais dans de nombreux cas, les empires ne répondent pas à un degré suffisant d'isolement et d'identité spécifique, caractéristique de la définition stricte d'une région historique.

Le Moyen-Orient, une macrorégion historique.
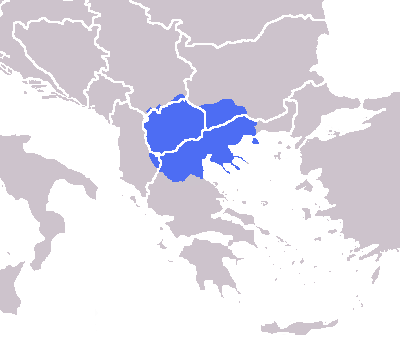
Pays historique de Macédoine et frontières contemporaines des Balkans.
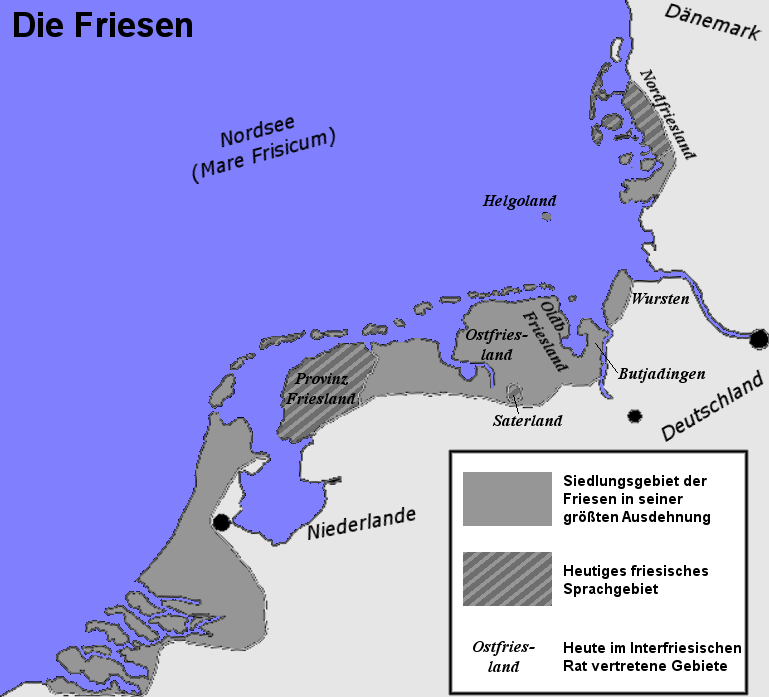
Carte de la région historique de Frise.

## Éléments de définition
Plusieurs éléments peuvent servir à la définition d'une région historique :
- L'environnement géographique et naturel : bien que l'on fixe les limites de la région à travers la transformation progressive du territoire, les régions historiques partagent souvent des caractéristiques géographiques et naturelles communes qui servent de référence à des conceptions spatiales de géographie physique et politique.
- L'économie : le système économique peut aider à définir les régions ; par exemple, le capitalisme industriel définissant une aire dite « nord-atlantique » regroupant l'Europe occidentale et l'Amérique du Nord.
- Le développement socio-culturel : interrelations socio-culturelles et sociétés en construction. Par exemple, les similarités et les différences des sociétés antiques de Mésopotamie, d'Égypte et de la Grèce.
- L'architecture traditionnelle : propre à chaque région avec un développement socio-culturelle similaire. Ce qui  permet à son tour l'étude à différentes échelles ; par exemple, l'architecture romane au niveau européen, et l'architecture roman-mudéjare à une échelle beaucoup plus petite.
- La région ethnique : c'est un espace dans lequel un ou plusieurs groupes ethniques peuvent interagir sans conflits ; ces régions sont souvent caractérisées par une langue et, parfois, une religion commune. Par exemple la région culturelle et linguistique d'Occitanie a connu des confessions chrétiennes en opposition avec le catholicisme romain, comme le catharisme, le valdéisme, et le protestantisme.
- La région politico-administrative : à la suite d'un processus historico-politique, une organisation a été mise en place telle qu'un gouvernement et une administration commune de la région. Par exemple, le royaume de Bretagne qui a rassemblé des populations de langue brittonique (breton) et d'autres de langue romane (gallo).